# Rodzina Addamsów (film 1991)
Rodzina Addamsów (ang. The Addams Family) – amerykańska filmowa czarna komedia z 1991 roku opowiadająca o życiu ekscentrycznej rodziny Addamsów, mieszkającej w upiornym domu na odludziu. Powstał na podstawie komiksu Charlesa Addamsa, publikowanego w tygodniku „The New Yorker” w latach 1938–1988 oraz emitowanego w latach 1964–1966 serialu telewizyjnego pod tym samym tytułem.
Film był kinowym debiutem reżysera Barry’ego Sonnenfelda. W głównych rolach wystąpili Anjelica Huston jako Morticia Addams, Raúl Juliá jako Gomez Addams i Christopher Lloyd jako wujek Fester.
Film doczekał się kontynuacji Rodzina Addamsów II (1993). Jego popularność przyczyniła się do powstania kolejnych produkcji na podstawie komiksów Addamsa: film telewizyjny Rodzina Addamsów: Zjazd rodzinny (1998), serial telewizyjny Nowe przygody rodziny Addamsów (1998–1999), film animowany Rodzina Addamsów (2019) czy serial Wednesday (2022).

## Fabuła
Addamsowie są rodziną ekscentryków, mieszkającą w upiornej posiadłości na odludziu nieopodal cmentarza. Głową rodziny jest Gomez Addams, który wraz z żoną Morticią Addams wychowuje dwójkę dzieci – Wednesday i Pugsley’ego.
W momencie rozpoczęcia akcji filmu Gomez Addams obwinia się o zaginięcie brata, Festera, który zniknął 25 lat wcześniej. Rodzina organizuje seans spirytystyczny mający na celu przywołanie go. W tym samym czasie zadłużony adwokat Tully Alford usiłuje wyłudzić pieniądze od Addamsów. Abigail Craven, której Alford jest winien dużą sumę pieniędzy, domaga się zwrotu długu. Adwokat zauważa, że jej syn, Gordon, przypomina wyglądem Festera. Alford proponuje kobiecie wprowadzenie Gordona do rezydencji Addamsów pod pozorem powrotu Festera po latach, w celu odnalezienia i obrabowania ukrytego w domu skarbca pełnego złota oraz cennych przedmiotów.
Tully, wraz ze swoją żoną Margaret, udaje się na seans spirytystyczny do Addamsów, podczas którego próbują przywołać duszę Festera. W tym momencie pojawia się Gordon, przedstawiający się jako zaginiony brat Gomeza, oraz Abigail Craven, udająca doktor Gretę Pinder-Schloss. Opowiadają Addamsom, że Fester ostatnie 25 lat spędził w Trójkącie Bermudzkim, a odnaleziono go miesiąc wcześniej w Miami zaplątanego w sieci rybackiej.
Gomez cieszy się z powrotu brata i zabiera go do krypty, gdzie oglądają filmy z młodości. W tych okolicznościach Addams przywołuje powód zniknięcia brata – mężczyźni pokłócili się o syjamskie bliźniaczki Florę i Faunę. Podejrzenia Gomeza wzbudza fakt, że brat zupełnie nie przypomina sobie wydarzeń z przeszłości. Gordon usiłuje dostać się ponownie do skarbca, nie jest jednak w stanie pokonać pułapki znajdującej się przed wejściem.
Morticia zabiera Gordona na przydomowy cmentarz i opowiada o tym, jak ważna jest dla Addamsów rodzina oraz że są w stanie zrobić wszystko, aby ją chronić. Gordon obawia się, że Addamsowie podejrzewają jego podstęp i domyślili się, że tylko udaje Festera. Abigail, nadal podając się za lekarkę, rozmawia z Gomezem i wmawia mu, że jego nieufność do brata spowodowana jest przeniesieniem.
W tym czasie Gordon nawiązuje bliższą relację z dziećmi Addamsów, Wednesday i Pugsleyem, którym pomaga przygotować efektowną inscenizację walki na miecze na potrzeby szkolnego przedstawienia. Abigail namawia Gordona, żeby odmówił przyjścia na przedstawienie, jednak ten się sprzeciwia.
Gordon informuje rodzinę, że musi wkrótce wyjechać, Addamsowie wyprawiają więc przyjęcie pożegnalne. Podczas przyjęcia Abigail zamierza włamać się do skarbca, jednak Wednesday słyszy, jak omawia ten plan z Gordonem. Dziewczynka ucieka przed oszustami i chowa się na rodzinnym cmentarzu. Kiedy reszta rodziny orientuje się, że jej nie ma, wszyscy wyruszają na poszukiwania, a w domu pozostają tylko Gordon, Abigail oraz Tully, który dowiedział się, że spadkobiercą posiadłości jest najstarszy z braci Addams, czyli Fester. Korzystając z pomocy sąsiada Addamsów, sędziego Womacka, Alford pozbawia Gomeza majątku.
Abigail, Gordon i Tully zajmują rezydencję oraz bezskutecznie usiłują włamać się do krypty. W tym czasie rodzina Addamsów zamieszkuje w motelu; żeby zarobić na utrzymanie Morticia zatrudnia się w przedszkolu, Wednesday i Pugsley sprzedają toksyczną lemoniadę, a Rączka, ożywiona dłoń poruszająca się na palcach, zostaje kurierem.
Morticia udaje się do rezydencji, ale zostaje schwytana przez Alforda i Craven, którzy torturują ją, żeby dowiedzieć się, jak dostać się do skarbca. Widzi to podążający za Morticią Rączka i informuje o tym Gomeza, który przybywa żonie na ratunek. Abigail grozi, że zabije Morticię, jeżeli Gomez nie wprowadzi ich do krypty. Z pomocą przychodzi Gordon, który zwraca się przeciw matce. Przy pomocy zaczarowanej księgi wywołuje w posiadłości huragan, który strąca Abigail i Tully’ego wprost do otwartych grobów wykopanych dla nich przez Wednesday i Pugsley’ego.
Siedem miesięcy później, w Halloween, okazuje się, że Gordon przez cały czas rzeczywiście był Festerem, a historia z jego odnalezieniem na wybrzeżu była prawdziwa, jednak cierpiał na amnezję, więc nie zdawał sobie sprawy z tego, kim naprawdę jest. Odzyskał pamięć dzięki porażeniu piorunem podczas huraganu. Na koniec rodzina postanawia zagrać w „budzenie zmarłych”, a Morticia wyznaje Gomezowi, że jest w kolejnej ciąży.

## Obsada
- Anjelica Huston jako Morticia Addams z d. Frump(inne języki) – pani domu, żona Gomeza. O rolę ubiegała się Cher, jednak zarówno Sonnenfeld, jak producent Scott Rudin stwierdzili, że Huston była jedyną aktorką, którą rzeczywiście widzieli w tej roli[4].
- Raúl Juliá jako Gomez Addams(inne języki) – mąż Morticii, przedstawiany jako biznesmen i właściciel pokaźnego majątku, wpisujący się wizerunkiem w stereotyp hiszpańskiego kochanka, pasjonat walki na szpady[3].
- Christopher Lloyd jako Fester Addams / Gordon Craven(inne języki) – biologiczny brat Gomeza, który po kłótni z nim zniknął na 25 lat, nie pamiętając później swojej przeszłości.
- Elizabeth Wilson jako Abigail Craven / doktor Greta Pinder-Schloss.
- Christina Ricci jako Wednesday Addams – córka Morticii i Gomeza o mrocznej osobowości i skłonnościach sadystycznych, przejawiająca szczególne zainteresowanie Trójkątem Bermudzkim[3].
- Jimmy Workman jako Pugsley Addams(inne języki) – syn Morticii i Gomeza będący nieświadomym wspólnikiem Wednesday, która wiele razy próbuje wyrządzić mu śmiertelną krzywdę.
- Dan Hedaya jako Tully Alford – oszust finansowy.
- Dana Ivey jako Margaret Alford, później Margaret Addams – wdowa po Tullym, która po śmierci męża decyduje związać się z kuzynem Coś.
- Judith Malina jako Esmerelda Frump – matka Morticii. W filmie babcia Wednesday i Pugsley’ego mieszkająca z rodziną, przedstawiona jako matka Mortici, podobnie jak miało to miejsce w komiksach Charlesa Addamsa. W serialu telewizyjnym z lat 60. była matką Gomeza i Festera, a zatem pochodziła z rodu Addamsów[5].
- Paul Benedict jako George Womack – sędzia i sąsiad Addamsów, który chce się zemścić na rodzinie za to, że Gomez atakuje piłkami golfowymi jego dom, więc pomaga Alfordowi pozbawić Addamsów ich posiadłości.
- Carel Struycken jako Lurch – lokaj Addamsów, inspirowany postacią potwora Frankensteina.
- Mercedes McNab jako Amanda Buckman – harcerka; występuje jednak ponownie w Rodzinie Addamsów II, uczestnicząc razem z Wednesday i Pugsleyem w obozie wakacyjnym.
- Barry Sonnenfeld – pasażer w pociągu Gomeza.

## Produkcja
Chociaż film został ostatecznie wyprodukowany przez wytwórnię Paramount, pomysł na niego powstał w 20th Century Fox. Producent Scott Rudin zainicjował pomysł pełnometrażowego filmu na podstawie komiksów Charlesa Addamsa. Jednak Orion Pictures, do którego należały prawa do sfilmowania Rodziny Addamsów, nie zdecydowało się ich sprzedać, ponieważ w planach był kolejny serial o tytułowej rodzinie.
Wytwórnia Orion Pictures odkupiła pełne prawa do Rodziny Addamsów od wdowy po rysowniku, zatrudniono Rudina i rozpoczęto prace nad filmem. Scenariusz napisali Caroline Thompson i Larry Wilson. Jak stwierdził reżyser, w pierwotnej wersji historii zakończenie nie miało jasno zdradzać, czy Fester Addams okazał się oszustem czy nie, jednak aktorzy zasugerowali zmianę zakończenia, co ostatecznie uczyniono.
Film został wyreżyserowany przez Barry’ego Sonnenfelda, będąc jego reżyserskim debiutem. Jak podają niektóre źródła, głównym kandydatem do reżyserowania Rodziny Addamsów był Tim Burton, odmówił jednak ze względu na realizację filmu Powrót Batmana.
Film nagrano w większości w Hollywood Center Studios w Los Angeles, gdzie kręcono także serial. Sceny, w których widoczna jest rezydencja Addamsów, również nagrano w Los Angeles, w dzielnicy Toluca Lake, gdzie zbudowano atrapę frontowej elewacji domu. Zdjęcia trwały od 26 listopada 1990 roku do 16 kwietnia 1991 roku.
Podczas kręcenia filmu wystąpiły liczne problemy, włącznie z odejściem z produkcji, na trzy miesiące przed zakończeniem zdjęć, operatora Owena Roizmana, który został zastąpiony przez Gale’a Tattersalla. Ostatecznie Sonnenfeld sam przejął obowiązki operatora, jednocześnie reżyserując film.
Produkcję filmu utrudniły także problemy finansowe studia Orion Pictures. Film o 5 milionów USD przekroczył zakładany budżet (który pierwotnie ustalono na 25 mln USD). Prawa do międzynarodowej dystrybucji filmu zostały sprzedane wytwórni Columbia Pictures, a ostatecznie zadecydowano także o sprzedaży, będącego nadal w trakcie realizacji, filmu do Paramount Pictures.

## Ścieżka dźwiękowa
Ścieżkę dźwiękową napisali Hummie Mann i Marc Shaiman. Utwory zostały skomponowane przez Duke’a Ellingtona, Irvinga Millsa, Marca Shaimana i Saxiego Dowella, za aranżację odpowiadał Hummie Mann. Album ze ścieżką dźwiękową został wydany 3 grudnia 1991 roku przez Capital Records. Na potrzeby filmu powstał także singel „Addams Groove” w wykonaniu MC Hammera. Teledysk, w którym raper występuje wraz z członkami obsady, był pokazywany w amerykańskich kinach przed seansami Rodziny Addamsów. Piosence przyznano Złotą Malinę w kategorii najgorsza piosenka.

## Odbiór filmu
Światowa premiera filmu odbyła się 22 listopada 1991 roku.
Jeszcze przed premierą David Levy, producent serialu, pozwał wytwórnię Paramount Pictures, twierdząc, że film narusza jego autorskie prawa majątkowe. Zawarto jednak ugodę, prawdopodobnie z obawy, że proces sądowy mógłby opóźnić produkcję Rodziny Addamsów II.

## Przyjęcie filmu

### Box office
W pierwszy weekend po premierze film zarobił 24 203 754 USD, co czyniło go numerem jeden w Stanach Zjednoczonych. Ostatecznie film osiągnął przychody rzędu 191,5 mln USD na świecie (z czego 113,5 mln USD w Stanach Zjednoczonych). W Polsce Rodzina Addamsów była 12. najchętniej oglądanym filmem w 1992 roku; łącznie w kinach obejrzało go ponad 239 tys. widzów.

### Reakcje krytyków
Film spotkał się z mieszanym przyjęciem że strony krytyków. W serwisie Rotten Tomatoes 64% z 47 zebranych recenzji zostało uznanych za pozytywne, a średnia wystawionych ocen wyniosła 5,8/10. Serwis podsumowuje opinie krytyków stwierdzeniem, że „film jest pełen zabawnych żartów sytuacyjnych i dowcipów, jednak chaotyczny scenariusz nie łączy ich w spójną całość”. Podobną opinię wyraził Roger Ebert, pisząc, że „same w sobie te dialogi są zabawne, podobnie jak komiksy, które je zainspirowały. Ale nie budują historii”. W serwisie Metacritic średnia ważona ocen wystawionych na podstawie 19 recenzji wyniosła 57 na 100.

### Nagrody i nominacje[11]
| Rok  | Miejsce                                                      | Nagroda       | Kategoria                                    | Odbiorcy i nominowani                       | Wynik     |
| ---- | ------------------------------------------------------------ | ------------- | -------------------------------------------- | ------------------------------------------- | --------- |
| 1992 | 45. ceremonia wręczenia nagród Brytyjskiej Akademii Filmowej | BAFTA         | Najlepsza scenografia                        | Richard Macdonald                           | nominacja |
| 1992 | 45. ceremonia wręczenia nagród Brytyjskiej Akademii Filmowej | BAFTA         | Najlepsza charakteryzacja                    | Fern Buchner, Katherine James i Kevin Haney | nominacja |
| 1992 | MTV Movie Awards 1992                                        | Złoty Popcorn | Najlepsza piosenka filmowa                   | Addams Groove – MC Hammer                   | nominacja |
| 1992 | MTV Movie Awards 1992                                        | Złoty Popcorn | Najlepszy pocałunek                          | Anjelica Huston i Raúl Juliá                | nominacja |
| 1992 | 64. ceremonia wręczenia Oscarów                              | Oscar         | Najlepsze kostiumy                           | Ruth Myers                                  | nominacja |
| 1992 | 49. ceremonia wręczenia Złotych Globów                       | Złoty Glob    | Najlepsza aktorka w komedii lub musicalu     | Anjelica Huston                             | nominacja |
| 1992 | 12. rozdanie nagród Złotych Malin                            | Złota Malina  | Najgorsza piosenka                           | Addams Groove – MC Hammer                   | wygrana   |
| 1993 | Nagrody Saturn 1992                                          | Saturn        | Najlepszy film fantasy                       | Rodzina Addamsów                            | nominacja |
| 1993 | Nagrody Saturn 1992                                          | Saturn        | Najlepszy aktor                              | Raúl Juliá                                  | nominacja |
| 1993 | Nagrody Saturn 1992                                          | Saturn        | Najlepsze efekty specjalne                   | Rodzina Addamsów                            | nominacja |
| 1993 | Nagrody Saturn 1992                                          | Saturn        | Najlepsza kreacja młodego aktora lub aktorki | Christina Ricci                             | nominacja |

## VHS i inne publikacje
Rodzina Addamsów została wydana na VHS w 1992 roku w USA, a w 2000 roku na DVD – ta wersja zawierała zwiastuny filmu w charakterze dodatkowych materiałów. W 2006 film został wydany ponownie, razem z Rodziną Addamsów II. Od 2014 roku film dostępny jest w wersji Blu-Ray.

## Nawiązania do serialu
Scena, kiedy Morticia i Gomez przebijają swoje ceny na aukcji, jest niemalże dokładną kopią sceny z serialowego odcinka pt. Morticia’s Favorite Charity.
Zapalanie żarówki w ustach wujka Festera to również motyw znany z oryginalnego serialu TV.

## Związane z filmem
Produkcji filmu poświęcono krótkometrażowy dokument The Making of The Addams Family, wyemitowany w 1991 roku.
W marcu 1992 premierę miał inspirowany filmem flipper, uznawany za jeden z najlepiej sprzedających się w Stanach Zjednoczonych automatów tego typu.